# برايم ناو
برايم ناو (بالإنجليزية: Prime Now)‏ هي خدمة تقدمها شركة أمازون ومتوفرة لأعضاء برايم في أجزاء من الولايات المتحدة والمملكة المتحدة وفرنسا وألمانيا والهند وإيطاليا واليابان وإسبانيا.

## أمازون فليكس
لتلبية احتياجات برايم ناو عند الطلب، أطلقت أمازون كذلك أمازون فليكس، وهي منصة للمندوبين المستقلين لتقديم خدمات التوصيل. يستخدم سائقي البرنامج تطبيقًا خاصًا لإكمال عمليات التسليم. لا يرتدي المندوبين ملابس تحمل علامة أمازون ويسلمون الطرود باستخدام سياراتهم الشخصية.

## خلافات
في أكتوبر 2015، رفع المتعاقدون السابقون مع أمازون فليكس سابقون دعوى قضائية ضد أمازون لأنهم كانوا يتقاضون الحد الأدنى للأجور أثناء العمل خارج مرافق أمازون ويرتدون شارة تحدد أنهم كانوا مع أمازون.
في أكتوبر 2016، رفعت مجموعة أخرى من المتعاقدين مع أمازون فليكس دعوى قضائية ضد الشركة، قائلين أنه يجب تصنيفهم كموظفين بسبب عوامل مثل جلسات التدريب الإلزامية واضطرارهم إلى اتباع طرق تحددها أمازون.

## وصلات خارجية
- برايم ناو (بالفرنسية)
- برايم ناو (بالألمانية)

- برايم ناو (بالإيطالية)
- برايم ناو (باليابانية)
- برايم ناو (بالإسبانية)
- برايم ناو قالب:Sg icon
- برايم ناو (بالأوكرانية)
- برايم ناو (الأمريكي)